# Navigation dans les glaces
Le réchauffement climatique amènera de plus en plus les navires à emprunter les voies du Nord par les passages dits « passage du Nord-Est » et « passage du Nord-Ouest ». 
La navigation dans les glaces demeure une particularité dans le domaine maritime. 

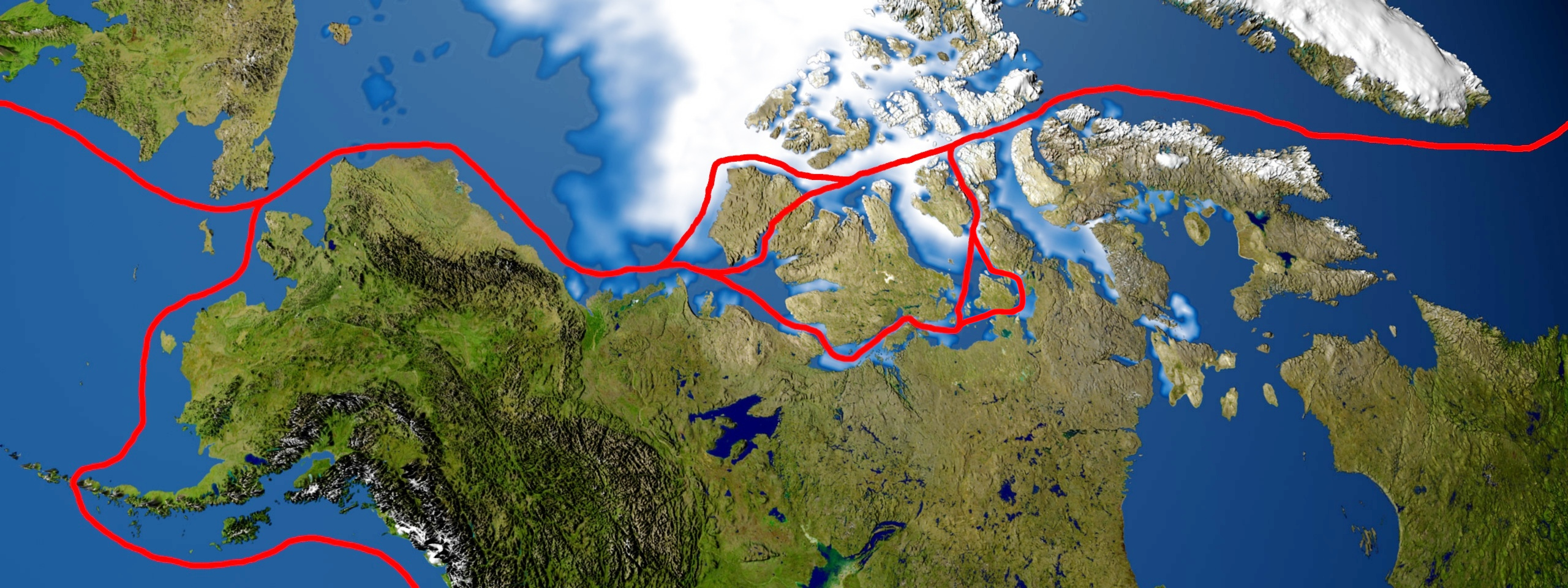
passage du Nord-ouest

## Types de glace
- Glace d'eau douce:
  - Glace de rivière
  - Glace de lac

- Glace de mer: 
  - Nouvelle glace  iceberg

- - Jeune glace

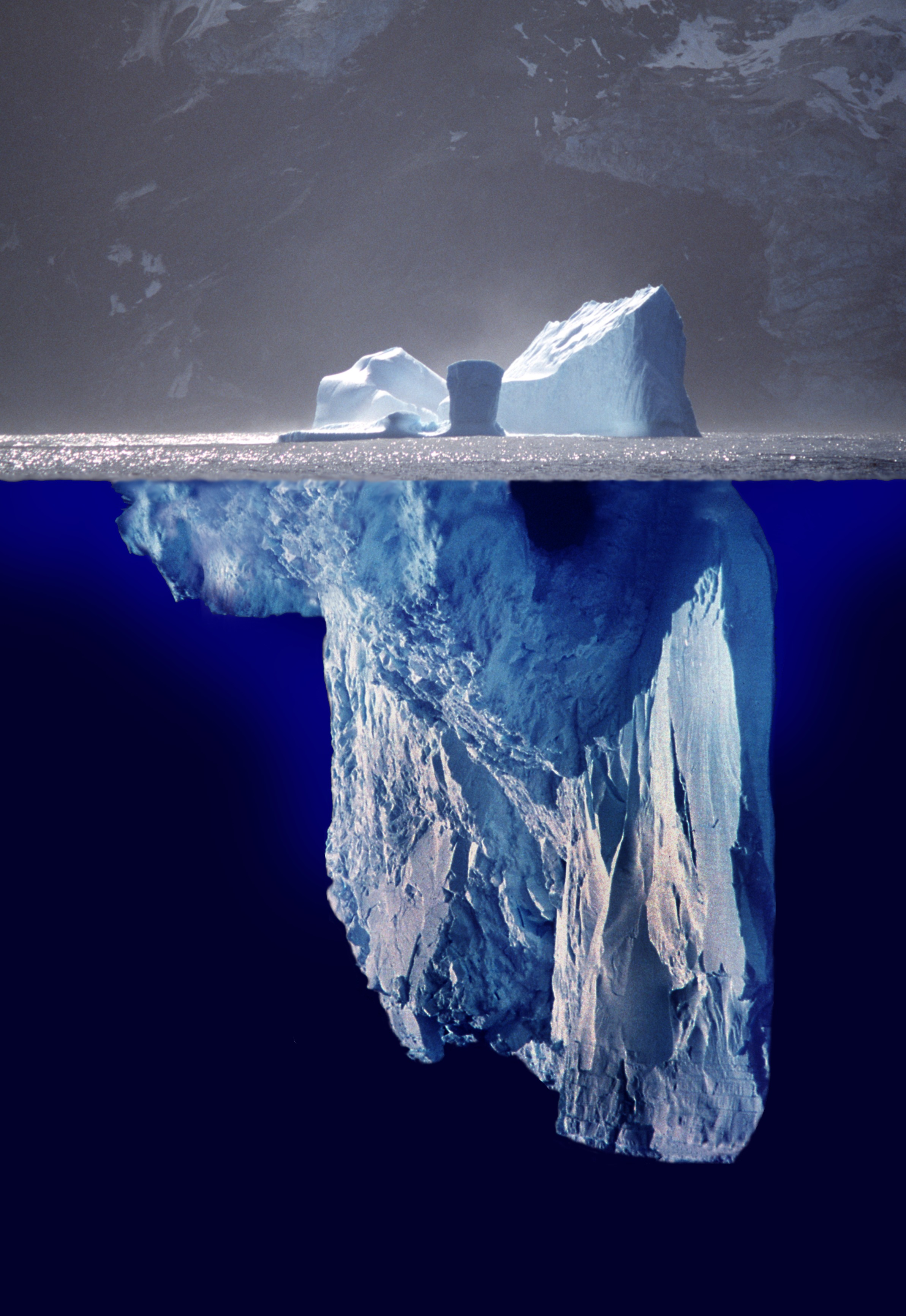
iceberg

  - Glace de première année
  - Vieille glace

- Glace de glacier: 
  - Icebergs
  - Bergy Bits
  - Growlers

## Mouvement des glaces
La glace se déplace sous l'influence du vent et du courant et demeure en « état perpétuel de mouvement ».
Avec un changement de vent, la situation des glaces peut changer complètement et cela en moins d'une heure dans certains cas.
Parfois, une couche très fermée peut devenir ouverte, ou très ouverte. Le navigateur expérimenté à ce type de navigation regardera constamment pour observer des changements éventuels de la situation. Quand, bloqué dans la glace, le navire devient à la merci des glaces, il suivra la même dérive. Ce qui pourrait amener à des situations dangereuses quand il se trouve près des côtes.

## Navigation
Il faudra avant toutes choses déterminer l'état de la glace:
-Taille de la banquise
-Dureté
-Épaisseur 
-Concentration
Cette identification se fera visuellement et requiert une bonne connaissance de la glace et de l'expérience. Par mauvaise visibilité ou de nuit, la vitesse du navire sera réduite ou le navire sera stoppé.
Tout navire opérant dans la glace devra être suffisamment ballasté et avoir une assiette positive afin de permettre au navire d'avoir son hélice et son gouvernail éloigné de la glace. Ceci afin d'éviter tout endommagement du système de propulsion.
Quand une navigation dans la glace sera inévitable ces facteurs seront pris en compte:
-Type de glace
-Période de l'année, Conditions météo et température
-Surface de l'opération
-État de la coque
-Expérience à bord

## Radar
La glace est une cible inférieure et ne rend pas toujours un écho. Parfois même les icebergs restent invisibles à l'écran du radar. Une vieille visuelle sera donc constamment effectuée à bord.

## Mouillage dans la glace
Pas recommandé à cause du risque de dommages ou de perte du système d'ancrage. Il est conseillé d'utiliser la machine et la barre pour rester dans sa position. Toutefois si nécessaire la chaine d'ancre sera réduite pour permettre tout départ urgent possible.

## Congélation des ballasts et citernes d'eau douce
Les ballasts et citernes ne seront remplis qu'à 90 % de leurs capacités pour permettre toutes dilatations possibles.